# Tim Seyfi

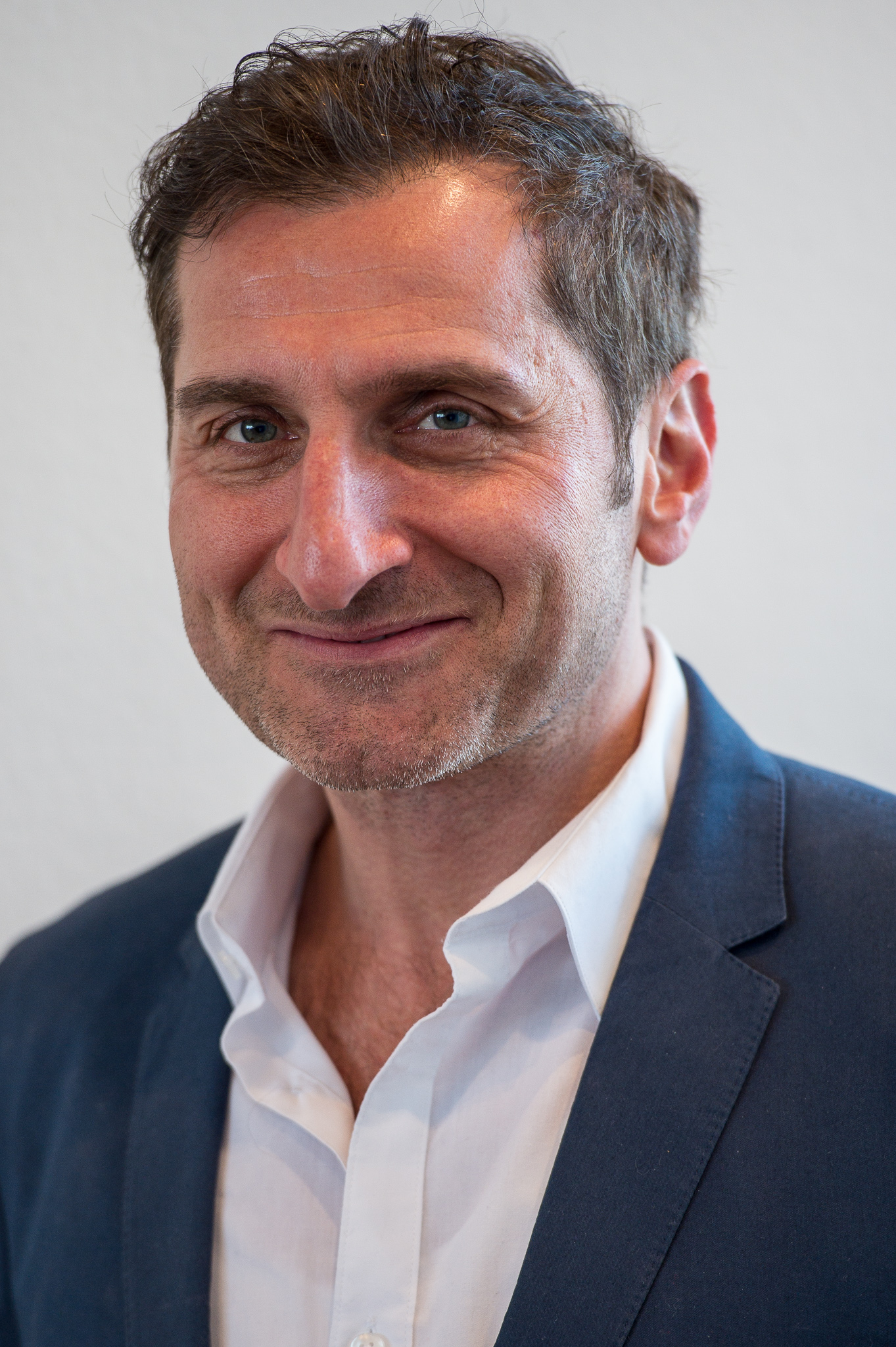
Tim Seyfi (2017)

Tim Seyfi; eigentlich Timur Seyfettin Ölmez (* 10. August 1971 in Yıldızeli) ist ein deutsch-türkischer Schauspieler.

## Leben
Tim Seyfi kam 1974 im Alter von drei Jahren mit seinen Eltern nach Deutschland und lebt seither in München. Nach seinem Abitur begann er zunächst einen Simultanübersetzer-Studiengang in Englisch und Französisch, den er 1994 erfolgreich abschloss. Der Schauspieler, der mehrere Sprachen fließend spricht, nahm Schauspielunterricht bei Ute Cremer in München, John Costopoulos in New York und an der Pariser Schauspielschule Cours Florent. Erste Erfahrungen vor der Kamera sammelte Seyfi bei Moderationen für den deutschen Fernsehsender Tele 5. Seit 1997 ist er vermehrt in Fernseh- und Kinorollen zu sehen.
Tim Seyfi wurde durch Auftritte in Kinofilmen wie Gegen die Wand oder Wer früher stirbt ist länger tot sowie durch zahlreiche Fernsehrollen wie in Zeit der Wünsche und Alarm für Cobra 11  bekannt. Auch an internationalen Filmproduktionen wirkt er teilweise in Hauptrollen mit, so in Murat Şekers 2 süper film birden (Türkei 2006), Darko Bajics Na lepom plavom Dunavu (Serbien 2007), und dem ORF-Tatort Baum der Erlösung (Österreich 2009).
Auf dem Internationalen Filmfestival Badalona in Spanien erhielt Seyfi 2001 den „Best Actor Award“ für seine Rolle in dem Kurzfilm The Cookie Thief.
In der Mini-Serie The Spy übernahm er die Rolle von Muhammad bin Laden, dem Vater des späteren islamistischen Terroristen Osama bin Laden.

## Filmografie (Auswahl)

### Spielfilme
- 2000: Tatort: Einmal täglich (Fernsehreihe)
- 2001: Emil und die Detektive
- 2001: Das Sams
- 2003: Suche impotenten Mann fürs Leben
- 2004: Basta – Rotwein oder Totsein
- 2004: Gegen die Wand
- 2004: Lautlos
- 2004: Tatort: Abgezockt
- 2005: Tatort: Ein Glücksgefühl
- 2005: Zeit der Wünsche (Fernsehfilm)
- 2005: Tatort: Tod auf der Walz
- 2006: Fay Grim
- 2006: Wer früher stirbt ist länger tot
- 2007: Eine folgenschwere Affäre (Fernsehfilm)
- 2008: Aşk tutulması
- 2008: Tatort: Schatten der Angst
- 2008: Das jüngste Gericht (Fernsehfilm)
- 2008: Zwillingsküsse schmecken besser
- 2008: Evet, ich will!
- 2009: Deutschland 09
- 2009: Die Tür
- 2009: Tatort: Baum der Erlösung
- 2010: Vincent will Meer
- 2010: Auch Lügen will gelernt sein (Fernsehfilm)
- 2010: Sau Nummer vier. Ein Niederbayernkrimi (Fernsehfilm)
- 2011: Almanya – Willkommen in Deutschland
- 2011: Nina Undercover – Agentin mit Kids (Fernsehfilm)
- 2011: Kebab mit Alles
- 2012: Der Klügere zieht aus (Fernsehfilm)
- 2012: Mordkommission Istanbul – Transit (Fernsehreihe)
- seit 2012: Kommissar Marthaler Reihe
  - 2012: Die Braut im Schnee
  - 2013: Partitur des Todes
  - 2015: Ein allzu schönes Mädchen
  - 2015: Engel des Todes
  - 2017: Die Sterntaler-Verschwörung
- 2013: Planet USA
- 2013: So wie du bist (Fernsehfilm)
- 2013: Paradies 505. Ein Niederbayernkrimi (Fernsehfilm)
- 2013: Mein Mann, ein Mörder (Fernsehfilm)
- 2015: Krüger aus Almanya
- 2015: Abschlussfahrt
- 2015: Die Neue
- 2016: Tatort – Dunkelfeld
- 2016: Cakallarla Dans 4
- 2017: Kommissar-Pascha-Filme
  - 2017: Kommissar Pascha
  - 2017: Bierleichen
- 2017: Es war einmal in Deutschland …
- 2017: Kebab extra scharf!
- 2017: Stadtkomödie – Herrgott für Anfänger
- 2017: Unter Verdacht (Fernsehreihe; Folge Die Guten und die Bösen; Regie Johannes Grieser)
- 2018: Die Kunst der Nächstenliebe (Les bonnes intentions)
- 2018: München Mord – Die ganze Stadt ein Depp
- 2020: Lindenberg! Mach dein Ding
- 2020: Die Känguru-Chroniken
- 2022: Die Känguru-Verschwörung
- 2022: Operation Fortune
- 2023: Operation White Christmas
- 2024: Wenn Papa auf der Matte steht
- 2024: Verbrannte Erde
- 2024: The Ministry of Ungentlemanly Warfare
- 2024: Alles gelogen (Fernsehfilm)
- 2025: Tatort: Charlie (Fernsehreihe)

### Fernsehserien
- 1998: Ein Fall für zwei (Folge Fahrt zur Hölle)
- 2000: Wolffs Revier (Folge Väter)
- 2004: SOKO Leipzig  (Folge Sein letztes Date)
- 2004: Schulmädchen (Folge Der Käfermann)
- 2005: Siska (Folge Gestehe deine Schuld)
- 2005: Balko (Folge Die Nervensäge)
- 2005, 2009: Der Alte (verschiedene Rollen, 2 Folgen)
- 2006: Abschnitt 40 (Folge Blutrache)
- 2006–2016: SOKO 5113 / SOKO München (verschiedene Rollen, 4 Folgen)
- 2007: SOKO Rhein-Main (Folge Das Versprechen)
- 2008: Alarm für Cobra 11 (Folge Am Ende der Jugend)
- 2008–2010: Rennschwein Rudi Rüssel (5 Folgen)
- 2010: Die Gipfelzipfler (5 Folgen)
- 2010: Familie Dr. Kleist (Folge Der Zirkus)
- 2011: SOKO Köln (Folge Mord im Veedel)
- 2012: Engrenages (5 Folgen)
- 2012: Der Cop und der Snob (Folge Unter die Haube gekommen)
- 2013: Otisabi (9 Folgen)
- 2014: Heiter bis tödlich: Koslowski & Haferkamp (16 Folgen)
- 2014: München 7 (Folge Geburtstage)
- 2016: SOKO Wien (Folge Vor aller Augen)
- 2017: Bruder: Schwarze Macht (Fernseh-Miniserie)
- 2019: The Spy (Mini-Serie, Folge 5)
- 2019–2021: Atiye – Die Gabe (Atiye, Fernsehserie, 8 Folgen)
- 2023: Asbest (Fernsehserie, 1 Folge)
- 2023: Kohlrabenschwarz (Streamingserie, 3 Folgen)
- 2024: Das Signal (Fernseh-Miniserie, 4 Folgen)

## Hörspiele (Auswahl)
- 2002: Umberto Eco: Baudolino – Regie: Leonhard Koppelmann
- 2008: Leonardo Padura: Labyrinth der Masken – Regie: Thomas Leutzbach (WDR)
- 2010: Robert Weber: Die Infektion – Regie: Annette Kurth (WDR)
- 2013: Bodo Traber: Sir Joe – Regie: Petra Feldhoff (WDR)

## Hörbücher
- 2023:  Gleißendes Licht von Marc Sinan, Lesung, mp3-CD, 6h 30min, Argon Verlag 2023, ISBN 978-3-8398-2043-8.